# Martellago
Martellago is een gemeente in de Italiaanse provincie Venetië (regio Veneto) en telt 19.824 inwoners (31-12-2004). De oppervlakte bedraagt 20,1 km², de bevolkingsdichtheid is 986 inwoners per km².

## Demografie
Martellago telt ongeveer 7420 huishoudens. Het aantal inwoners steeg in de periode 1991-2001 met 4,8% volgens cijfers uit de tienjaarlijkse volkstellingen van ISTAT.
| Jaar | Inwoneraantal |
| ---- | ------------- |
| 1991 | 18.587        |
| 2001 | 19.476        |

## Geografie
De gemeente ligt op ongeveer 12 meter boven zeeniveau.
Martellago grenst aan de volgende gemeenten: Mirano, Salzano, Scorzè, Spinea, Venetië.